# Аракелян, Корюн Варданович
Корю́н Варда́нович Аракеля́н (арм. Կորյուն Վարդանի Արաքելյան, 24 ноября 1944, Иджеван) — бывший депутат парламента Армении, поэт. Заслуженный деятель культуры Республики Армения (2015).
- 1963—1968 — Ереванский государственный университет. Учитель армянского языка и литературы. Награждён медалью «За трудовое отличие» (1986).
- 1968—1970 — работал учителем Иджеванской средней школы № 1.
- 1970—1977 — первый секретарь Иджеванского райкома ЛКСМА.
- 1977—1983 — заведующий организационным отделом Иджеванского райкома КПА.
- 1983—1987 — второй секретарь Иджеванского райкома КПА.
- 1989—1991 — ответственный секретарь газеты «Наири» (г. Егвард).
- 1994—1996 — заместитель директора ООО «21 век» (г. Ереван).
- 1995—1998 — заведующий отделом министерства культуры Армении.
- 1999—2000 — первый заместитель директора ГЗАО «Тираст» (г. Ереван).
- 2003—2007 — депутат парламента. Член постоянной комиссии по вопросам науки, образования, культуры и молодёжи. Член партии «Национальное единение», а затем первый заместитель.